# Carex rossiana
Carex rossiana är en halvgräsart som beskrevs av Árpád von Degen. Carex rossiana ingår i släktet starrar, och familjen halvgräs. Inga underarter finns listade i Catalogue of Life.